# Temperanza (Pollaiolo)
La Temperanza è un dipinto a olio su tavola (167x88 cm) di Piero del Pollaiolo, databile al 1470 e conservato nella Galleria degli Uffizi a Firenze.

## Storia
Sette Virtù vennero commissionate con un contratto datato 18 agosto 1469 al Pollaiolo dal Tribunale della Mercanzia (l'organo che soprintendeva alle corporazioni di arti e mestieri di Firenze) per decorare le spalliere degli stalli nella sala delle Udienze della sede in piazza della Signoria. Si conosce anche una seconda delibera che confermò l'incarico, al quale dovette partecipare, ma non sappiamo esattamente in quale misura, anche il fratello di Piero, Antonio.
La bottega del Pollaiolo eseguì sei dei sette dipinti previsti; il settimo, la Fortezza venne eseguito dal giovane Sandro Botticelli.
Molto controversa è l'attribuzione a Piero o Antonio, con questioni che peraltro riguardano quasi l'intero catalogo dei dipinti dei due fratelli. Se alcuni (come Billi, Albertini e Cruttwell) basandosi sui documenti attribuiscono l'intero ciclo a Piero, altri (come Ullman) li riferiscono ad Antonio sulla base di confronti stilistici con le poche opere firmate da lui (come alcune incisioni); altri infine riferiscono il disegno dei cartoni ad Antonio e l'esecuzione pittorica a Piero.
Le tavole arrivarono agli Uffizi nel 1717 dopo la soppressione dell'istituzione. Nel XIX secolo però versavano in uno stato di conservazione poco soddisfacente, tanto che delle sette solo la Prudenza veniva esposta.

## Descrizione e stile
Le Virtù erano collocate in posizione piuttosto alta (come cerca anche di ricreare l'attuale disposizione nella sala del museo) per questo le figure sono deformate per ottimizzare una visione dal basso, con le gambe e la parte inferiore possente e la testa e le spalle più esili, in modo da far sembrare le figure più slanciate e imponenti.
La Temperanza, definita come la virtù del "giusto mezzo", è raffigurata nella tipica attività di miscelare l'acqua calda e fredda, seduta su un ampio seggio marmoreo con una prospettiva "a grandangolo". Estremamente complesso e vigoroso è il segno nel panneggio, che appare robusto e corposo, come in uno sbalzo metallico. L'attenzione ai dettagli decorativi, come il pavimento che imita un tappeto orientale o la preziosità della brocca e della bacinella tempestate di pietre preziose, denotano la lezione della pittura fiamminga, che in quegli anni a Firenze si faceva più che mai viva grazie all'arrivo diretto di opere dalle Fiandre e dal nord-Europa.